# Ljetnikovac Ivanić-Boglić-Božić u Maloj Milni
Ljetnikovac Božić-Ivanić u Maloj Milni, Milna 5, kod Milne, Grad Hvar, zaštićeno kulturno dobro.

## Opis dobra
Vrijeme nastanka je 17. stoljeće. Ljetnikovac se nalazi nedaleko žala uvale Mala Milna na Hvaru. Sagrađen je u 17.st. kao ladanjska zgrada s manjim gospodarskim zgradama. Krov je dvovodan s tri luminara a u potkrovlju je mala puškarnica. Bio je osiguran visokim zidom dvorišta s okovanim vratima i pušakrnicama. Jedan je od rijetko sačuvanih ljetnikovaca 17.st. srednje Dalmacije u izvornom obliku.
barokni ljetnikovac Ivanić-Boglić-Božić u Maloj Milni (s osobinama kaštela) koji je pripadao potomcima obitelji Matije Ivanića. Potječe još iz 17. stoljeća, u njoj se i danas nalazi obiteljski grb.

## Zaštita
Pod oznakom RST-484, 24/354-1970. zaveden je kao nepokretno kulturno dobro - pojedinačno, pravna statusa zaštićena kulturnog dobra, klasificirano kao "stambeno-poslovne građevine".